# Bóng đá tại Thế vận hội Mùa hè 2008 – Vòng loại Nam khu vực châu Á (Vòng 2)
Các trận đấu thuộc vòng thứ hai của vòng loại môn bóng đá nam Thế vận hội Mùa hè 2008 khu vực châu Á diễn ra từ ngày 28 tháng 2 đến ngày 6 tháng 6 năm 2007. 

## Thể thức
Tổng cộng 24 đội (bao gồm mười bốn đội được vào thẳng vòng này và mười đội giành chiến thắng từ vòng 1) được bốc thăm chia thành sáu bảng, mỗi bảng gồm 4 đội. Các đội trong mỗi bảng thi đấu theo thể thức vòng tròn hai lượt tính điểm trên sân nhà và sân khách. Hai đội nhất nhì mỗi bảng sẽ giành quyền đi tiếp vào vòng loại thứ ba.

## Bốc thăm
Lễ bốc thăm cho vòng loại thứ hai được tổ chức vào ngày 16 tháng 9 năm 2006 tại Singapore.
24 đội tuyển được xếp vào bốn nhóm hạt giống dựa trên thành tích của họ tại vòng loại khu vực và vòng chung kết của giải bóng đá nam Thế vận hội Mùa hè 2004 (thứ hạng tổng thể của các đội tuyển được hiển thị trong ngoặc đơn). Danh tính của những đội giành chiến thắng ở vòng 1 chưa được xác định tại thời điểm bốc thăm.
Lưu ý: Các đội tuyển in đậm giành quyền lọt vào vòng 3.
| Nhóm 1                                                                       | Nhóm 2                                                                                         | Nhóm 3                                                                                      | Nhóm 4                                                                                 |
| ---------------------------------------------------------------------------- | ---------------------------------------------------------------------------------------------- | ------------------------------------------------------------------------------------------- | -------------------------------------------------------------------------------------- |
| - Iraq (1) - Hàn Quốc (2) - Nhật Bản (3) - Bahrain (4) - Iran (5) - Oman (6) | - Kuwait (7) - UAE (8) - Ả Rập Xê Út (9) - Liban (10) - Malaysia (11) - CHDCND Triều Tiên (12) | - Syria (13) - Qatar (14) - Uzbekistan* (20) - Jordan* ( ) - Thái Lan* ( ) - Việt Nam* (28) | - Hồng Kông* ( ) - Ấn Độ* ( ) - Indonesia* ( ) - Pakistan* ( ) - Yemen* ( ) - Úc* (34) |

* Các đội chưa xác định được danh tính tại thời điểm bốc thăm.

## Lịch thi đấu
Lịch thi đấu cho mỗi lượt đấu như sau.
| Lượt đấu   | Ngày                |
| ---------- | ------------------- |
| Lượt đấu 1 | 28 tháng 2 năm 2007 |
| Lượt đấu 2 | 14 tháng 3 năm 2007 |
| Lượt đấu 3 | 28 tháng 3 năm 2007 |
| Lượt đấu 4 | 18 tháng 4 năm 2007 |
| Lượt đấu 5 | 16 tháng 5 năm 2007 |
| Lượt đấu 6 | 6 tháng 6 năm 2007  |

## Các bảng đấu

### Bảng A
| VT | Đội      | ST | T | H | B | BT | BB | HS  | Đ  | Giành quyền tham dự |     |     |     |     |     |
| -- | -------- | -- | - | - | - | -- | -- | --- | -- | ------------------- | --- | --- | --- | --- | --- |
| 1  | Bahrain  | 6  | 4 | 0 | 2 | 17 | 11 | +6  | 12 | Vòng 3              |     |     | 4–2 | 2–1 | 8–0 |
| 2  | Qatar    | 6  | 3 | 2 | 1 | 18 | 7  | +11 | 11 | Vòng 3              |     | 4–0 |     | 2–2 | 7–0 |
| 3  | Kuwait   | 6  | 3 | 2 | 1 | 14 | 5  | +9  | 11 |                     |     | 3–0 | 1–1 |     | 4–0 |
| 4  | Pakistan | 6  | 0 | 0 | 6 | 1  | 27 | −26 | 0  |                     | 1–3 | 0–2 | 0–3 |     |     |

| Bahrain | 8–0      | Pakistan |
| --- | -------- | -------- |
| Al-Dakeel 20', 24' · Abbas Ayyad 33' · Ismaeel Hasan 42' · Fatadi 54', 89' · Okwunwanne 74' · Aaish 86' (ph.đ.) | Chi tiết |          |

| Qatar                      | 2–2      | Kuwait                                |
| -------------------------- | -------- | ------------------------------------- |
| Siddiq 49' · Adel Mohd 65' | Chi tiết | Al-Marzouq 70' (ph.đ.) · Al-Enezi 82' |

| Pakistan | 0–2      | Qatar                                |
| -------- | -------- | ------------------------------------ |
|          | Chi tiết | Jassem 75' (ph.đ.) · Adel Mohd 90+4' |

| Kuwait                   | 3–0      | Bahrain |
| ------------------------ | -------- | ------- |
| Al-Enezi 12', 79', 90+3' | Chi tiết |         |

| Pakistan | 0–3      | Kuwait                                              |
| -------- | -------- | --------------------------------------------------- |
|          | Chi tiết | Fahad Shaheen 31' · Al-Enezi 40' · Al-Motawaa 90+3' |

| Bahrain                                                          | 4–2      | Qatar                      |
| ---------------------------------------------------------------- | -------- | -------------------------- |
| Aaish 4' · Ismaeel Hasan 11' · Adbulla Omar 57' · Okwunwanne 88' | Chi tiết | Adel Mohd 46' · Siddiq 64' |

| Kuwait                                  | 4–0      | Pakistan |
| --------------------------------------- | -------- | -------- |
| Al-Enezi 35', 58' · Al-Motawaa 53', 71' | Chi tiết |          |

| Qatar                                                         | 4–0      | Bahrain |
| ------------------------------------------------------------- | -------- | ------- |
| Afif 5' · Bilal Mohammed 45' · Siddiq 81' · Magid Mohamed 83' | Chi tiết |         |

| Pakistan            | 1–3      | Bahrain                                |
| ------------------- | -------- | -------------------------------------- |
| Al-Berri 20' (l.n.) | Chi tiết | Ismaeel Hasan 40', 55' · Al Ajmi 45+2' |

| Kuwait                 | 1–1      | Qatar           |
| ---------------------- | -------- | --------------- |
| Al-Motawaa 32' (ph.đ.) | Chi tiết | Maaz Adam 45+1' |

| Bahrain                     | 2–1      | Kuwait               |
| --------------------------- | -------- | -------------------- |
| Fatadi 24' · Okwunwanne 90' | Chi tiết | Al-Enezi 57' (ph.đ.) |

| Qatar                                                                                           | 7–0      | Pakistan |
| ----------------------------------------------------------------------------------------------- | -------- | -------- |
| Magid Mohamed 38' · Yusef Ali 40', 63' · Afif 44' · Adel Mohd 45' · Al-Bloushi 70' · Jassem 74' | Chi tiết |          |

### Bảng B
| VT | Đội       | ST | T | H | B | BT | BB | HS  | Đ  | Giành quyền tham dự |     |     |     |     |     |
| -- | --------- | -- | - | - | - | -- | -- | --- | -- | ------------------- | --- | --- | --- | --- | --- |
| 1  | Nhật Bản  | 6  | 6 | 0 | 0 | 17 | 2  | +15 | 18 | Vòng 3              |     |     | 3–0 | 3–1 | 3–0 |
| 2  | Syria     | 6  | 3 | 1 | 2 | 9  | 7  | +2  | 10 | Vòng 3              |     | 0–2 |     | 3–1 | 4–1 |
| 3  | Malaysia  | 6  | 1 | 1 | 4 | 4  | 9  | −5  | 4  |                     |     | 1–2 | 0–0 |     | 0–1 |
| 4  | Hồng Kông | 6  | 1 | 0 | 5 | 2  | 14 | −12 | 3  |                     | 0–4 | 0–2 | 0–1 |     |     |

| Nhật Bản                                 | 3–0      | Hồng Kông |
| ---------------------------------------- | -------- | --------- |
| Hirayama 11' · Kajiyama 66' · Masuda 83' | Chi tiết |           |

| Syria                 | 3–1      | Malaysia      |
| --------------------- | -------- | ------------- |
| Ibrahim 43', 52', 60' | Chi tiết | Abd Hamid 65' |

| Hồng Kông | 0–2      | Syria                    |
| --------- | -------- | ------------------------ |
|           | Chi tiết | Al Haj 74' · Khaddoj 84' |

| Malaysia   | 1–2      | Nhật Bản               |
| ---------- | -------- | ---------------------- |
| Zambri 82' | Chi tiết | Hirayama 13' · Lee 75' |

| Hồng Kông | 0–1      | Malaysia   |
| --------- | -------- | ---------- |
|           | Chi tiết | Zainal 25' |

| Nhật Bản                       | 3–0      | Syria |
| ------------------------------ | -------- | ----- |
| Ienaga 16' · Hirayama 24', 71' | Chi tiết |       |

| Malaysia | 0–1      | Hồng Kông     |
| -------- | -------- | ------------- |
|          | Chi tiết | Yip Chi Ho 2' |

| Syria | 0–2      | Nhật Bản                  |
| ----- | -------- | ------------------------- |
|       | Chi tiết | Mizuno 17' · K. Honda 43' |

| Hồng Kông | 0–4      | Nhật Bản                                            |
| --------- | -------- | --------------------------------------------------- |
|           | Chi tiết | Lee 7' · Hirayama 45+2' · K. Honda 52' · Mizuno 60' |

| Malaysia | 0–0      | Syria |
| -------- | -------- | ----- |
|          | Chi tiết |       |

| Nhật Bản                                       | 3–1      | Malaysia        |
| ---------------------------------------------- | -------- | --------------- |
| Nagatomo 28' · Suzuki 33' · Bandai 52' (ph.đ.) | Chi tiết | Subramaniam 59' |

| Syria                                        | 4–1      | Hồng Kông      |
| -------------------------------------------- | -------- | -------------- |
| Al Haj 10', 67' · Kailouni 87' · Habib 90+2' | Chi tiết | Yip Chi Ho 47' |

### Bảng C
| VT | Đội       | ST | T | H | B | BT | BB | HS | Đ  | Giành quyền tham dự |     |     |     |     |     |
| -- | --------- | -- | - | - | - | -- | -- | -- | -- | ------------------- | --- | --- | --- | --- | --- |
| 1  | Việt Nam  | 6  | 4 | 0 | 2 | 8  | 5  | +3 | 12 | Vòng 3              |     |     | 2–0 | 2–0 | 2–1 |
| 2  | Liban     | 5  | 4 | 0 | 1 | 6  | 4  | +2 | 12 | Vòng 3              |     | 1–0 |     | 1–0 | 2–1 |
| 3  | Oman      | 5  | 2 | 0 | 3 | 7  | 6  | +1 | 6  |                     |     | 3–1 | Hủy |     | 3–0 |
| 4  | Indonesia | 6  | 1 | 0 | 5 | 5  | 11 | −6 | 3  |                     | 0–1 | 1–2 | 2–1 |     |     |

1. ↑  Trận đấu bị hủy bỏ do bão Gonu và không còn tính chất quyết định đến việc xác định đội được đi tiếp.

| Oman                                                    | 3–0      | Indonesia |
| ------------------------------------------------------- | -------- | --------- |
| A. Al-Mahaijri 33' · Hassan Zaher 74' · Al-Ghailani 87' | Chi tiết |           |

| Việt Nam                                 | 2–0      | Liban |
| ---------------------------------------- | -------- | ----- |
| Lê Công Vinh 34' · Huỳnh Phúc Hiệp 90+2' | Chi tiết |       |

| Indonesia | 0–1      | Việt Nam         |
| --------- | -------- | ---------------- |
|           | Chi tiết | Lê Công Vinh 76' |

| Liban       | 1–0      | Oman |
| ----------- | -------- | ---- |
| Salameh 85' | Chi tiết |      |

| Indonesia   | 1–2      | Liban                   |
| ----------- | -------- | ----------------------- |
| Mulyana 60' | Chi tiết | Maatouk 23' · Amine 62' |

| Oman                                               | 3–1      | Việt Nam            |
| -------------------------------------------------- | -------- | ------------------- |
| Zaher 48' · Y.Al-Mahaijri 50' · Al Abdul Salem 84' | Chi tiết | Phan Thanh Bình 89' |

| Liban          | 2–1      | Indonesia   |
| -------------- | -------- | ----------- |
| El Ali 4', 38' | Chi tiết | Sucipto 83' |

| Việt Nam                                    | 2–0      | Oman |
| ------------------------------------------- | -------- | ---- |
| Nguyễn Vũ Phong 2' · Nguyễn Minh Chuyên 31' | Chi tiết |      |

| Indonesia                 | 2–1      | Oman            |
| ------------------------- | -------- | --------------- |
| Solossa 60' · Bustomi 75' | Chi tiết | Al Mukhaini 68' |

| Liban       | 1–0      | Việt Nam |
| ----------- | -------- | -------- |
| Moghrabi 5' | Chi tiết |          |

| Oman | Hủy      | Liban |
| ---- | -------- | ----- |
|      | Chi tiết |       |

Trận đấu bị hủy do bão Gonu và không còn tính chất quyết định đến việc xác định đội được đi tiếp.
| Việt Nam                  | 2–1      | Indonesia      |
| ------------------------- | -------- | -------------- |
| Nguyễn Vũ Phong 7', 90+3' | Chi tiết | Jufriyanto 89' |

### Bảng D
| VT | Đội         | ST | T | H | B | BT | BB | HS  | Đ  | Giành quyền tham dự |     |     |     |     |     |
| -- | ----------- | -- | - | - | - | -- | -- | --- | -- | ------------------- | --- | --- | --- | --- | --- |
| 1  | Ả Rập Xê Út | 6  | 5 | 0 | 1 | 11 | 6  | +5  | 15 | Vòng 3              |     |     | 2–1 | 1–0 | 4–1 |
| 2  | Úc          | 6  | 3 | 2 | 1 | 11 | 4  | +7  | 11 | Vòng 3              |     | 2–0 |     | 3–1 | 1–1 |
| 3  | Iran        | 6  | 1 | 2 | 3 | 6  | 7  | −1  | 5  |                     |     | 2–3 | 0–0 |     | 0–0 |
| 4  | Jordan      | 6  | 0 | 2 | 4 | 2  | 13 | −11 | 2  |                     | 0–1 | 0–4 | 0–3 |     |     |

| Iran | 0–0      | Úc |
| ---- | -------- | -- |
|      | Chi tiết |    |

| Jordan | 0–1      | Ả Rập Xê Út     |
| ------ | -------- | --------------- |
|        | Chi tiết | Al-Ghwainim 27' |

| Úc          | 1–1      | Jordan          |
| ----------- | -------- | --------------- |
| Sarkies 58' | Chi tiết | Abdel-Halim 86' |

| Ả Rập Xê Út  | 1–0      | Iran |
| ------------ | -------- | ---- |
| Al-Salem 83' | Chi tiết |      |

| Úc                                | 2–0      | Ả Rập Xê Út |
| --------------------------------- | -------- | ----------- |
| Topor-Stanley 73' · Sarkies 90+3' | Chi tiết |             |

| Iran | 0–0      | Jordan |
| ---- | -------- | ------ |
|      | Chi tiết |        |

| Ả Rập Xê Út                         | 2–1      | Úc           |
| ----------------------------------- | -------- | ------------ |
| Al-Bishi 60' (ph.đ.) · Al-Salem 67' | Chi tiết | Bridge 45+2' |

| Jordan | 0–3      | Iran                               |
| ------ | -------- | ---------------------------------- |
|        | Chi tiết | Kaebi 37' · Amraei 81' · Oladi 86' |

| Úc                                          | 3–1      | Iran      |
| ------------------------------------------- | -------- | --------- |
| Downes 3' · Bridge 42' (ph.đ.) · Troisi 52' | Chi tiết | Amraei 4' |

| Ả Rập Xê Út                                       | 4–1      | Jordan       |
| ------------------------------------------------- | -------- | ------------ |
| Al-Bishi 14' · Al-Sahlawi 37', 55' · Al-Salem 43' | Chi tiết | Al-Sabah 60' |

| Iran                        | 2–3      | Ả Rập Xê Út                                      |
| --------------------------- | -------- | ------------------------------------------------ |
| Kolahkaj 74' · Goudarzi 75' | Chi tiết | Al-Hawsawi 26' · Naif Hazazi 72' · Al-Ghanam 84' |

| Jordan | 0–4      | Úc                                           |
| ------ | -------- | -------------------------------------------- |
|        | Chi tiết | Williams 54', 73' · Ward 66' · Vidošić 90+2' |

### Bảng E
| VT | Đội               | ST | T | H | B | BT | BB | HS | Đ  | Giành quyền tham dự |     |     |     |     |     |
| -- | ----------------- | -- | - | - | - | -- | -- | -- | -- | ------------------- | --- | --- | --- | --- | --- |
| 1  | Iraq              | 6  | 3 | 3 | 0 | 9  | 4  | +5 | 12 | Vòng 3              |     |     | 0–0 | 1–1 | 3–0 |
| 2  | CHDCND Triều Tiên | 6  | 3 | 2 | 1 | 7  | 4  | +3 | 11 | Vòng 3              |     | 2–2 |     | 0–0 | 2–1 |
| 3  | Thái Lan          | 6  | 1 | 2 | 3 | 3  | 6  | −3 | 5  |                     |     | 0–1 | 0–1 |     | 2–0 |
| 4  | Ấn Độ             | 6  | 1 | 1 | 4 | 5  | 10 | −5 | 4  |                     | 1–1 | 0–2 | 3–0 |     |     |

1. ↑  Ấn Độ được xử thắng 3–0 do Thái Lan đã sử dụng một cầu thủ không đủ điều kiện thi đấu. Tỷ số ban đầu là 1–0 cho Thái Lan.

| Iraq                                       | 3–0    | Ấn Độ |
| ------------------------------------------ | ------ | ----- |
| Mustafa 51' · Abdul-Zahra 65' · Aboodi 70' | Report |       |

| Thái Lan | 0–1    | CHDCND Triều Tiên |
| -------- | ------ | ----------------- |
|          | Report | An Chol-Hyok 21'  |

| Ấn Độ | 3–0 (xử thắng) | Thái Lan    |
| ----- | -------------- | ----------- |
|       | Report         | Teeratep 9' |

Ấn Độ được xử thắng sau khi Thái Lan bị phát hiện sử dụng một cầu thủ không hợp lệ.
| CHDCND Triều Tiên                     | 2–2    | Iraq                         |
| ------------------------------------- | ------ | ---------------------------- |
| An Chol-Hyok 44' · Kim Kwang-Hyok 69' | Report | Abdul-Zahra 32' · Rehema 90' |

| Ấn Độ | 0–2    | CHDCND Triều Tiên                   |
| ----- | ------ | ----------------------------------- |
|       | Report | Pak Nam-Chol 58' · Jong Su-Hyok 78' |

| Iraq      | 1–1    | Thái Lan     |
| --------- | ------ | ------------ |
| Saeed 22' | Report | Teeratep 49' |

| CHDCND Triều Tiên     | 2–1    | Ấn Độ      |
| --------------------- | ------ | ---------- |
| An Chol-Hyok 16', 21' | Report | Lamare 66' |

| Thái Lan | 0–1    | Iraq         |
| -------- | ------ | ------------ |
|          | Report | Karrar 90+2' |

| Ấn Độ     | 1–1    | Iraq       |
| --------- | ------ | ---------- |
| Saikh 72' | Report | Karrar 54' |

| CHDCND Triều Tiên | 0–0    | Thái Lan |
| ----------------- | ------ | -------- |
|                   | Report |          |

| Iraq       | 1–0    | CHDCND Triều Tiên |
| ---------- | ------ | ----------------- |
| Karrar 63' | Report |                   |

| Thái Lan                  | 2–0    | Ấn Độ |
| ------------------------- | ------ | ----- |
| Apipoo 27' · Teerasil 90' | Report |       |

### Bảng F
| VT | Đội        | ST | T | H | B | BT | BB | HS | Đ  | Giành quyền tham dự |     |     |     |     |     |
| -- | ---------- | -- | - | - | - | -- | -- | -- | -- | ------------------- | --- | --- | --- | --- | --- |
| 1  | Hàn Quốc   | 6  | 5 | 0 | 1 | 10 | 3  | +7 | 15 | Vòng 3              |     |     | 2–0 | 3–1 | 1–0 |
| 2  | Uzbekistan | 6  | 4 | 0 | 2 | 8  | 4  | +4 | 12 | Vòng 3              |     | 0–1 |     | 2–1 | 3–0 |
| 3  | UAE        | 6  | 2 | 0 | 4 | 7  | 11 | −4 | 6  |                     |     | 1–3 | 0–2 |     | 2–0 |
| 4  | Yemen      | 6  | 1 | 0 | 5 | 2  | 9  | −7 | 3  |                     | 1–0 | 0–1 | 1–2 |     |     |

| Hàn Quốc           | 1–0    | Yemen |
| ------------------ | ------ | ----- |
| Yang Dong-Hyun 63' | Report |       |

| Uzbekistan                  | 2–1    | UAE        |
| --------------------------- | ------ | ---------- |
| Kuziboyev 16' · Bikmaev 42' | Report | Khamis 38' |

| Yemen | 0–1    | Uzbekistan   |
| ----- | ------ | ------------ |
|       | Report | Haydarov 46' |

| UAE             | 1–3    | Hàn Quốc                                  |
| --------------- | ------ | ----------------------------------------- |
| Al-Marzooqi 50' | Report | Han Dong-Won 22', 80' · Lee Sung-Hyun 36' |

| Yemen     | 1–2    | UAE                          |
| --------- | ------ | ---------------------------- |
| Farid 82' | Report | Khamis 73' · Al Shehhi 90+2' |

| Hàn Quốc              | 2–0    | Uzbekistan |
| --------------------- | ------ | ---------- |
| Han Dong-Won 34', 85' | Report |            |

| UAE                            | 2–0    | Yemen |
| ------------------------------ | ------ | ----- |
| Farid 48' (l.n.) · Mubarak 55' | Report |       |

| Uzbekistan | 0–1    | Hàn Quốc         |
| ---------- | ------ | ---------------- |
|            | Report | Baek Ji-Hoon 75' |

| Yemen       | 1–0    | Hàn Quốc |
| ----------- | ------ | -------- |
| Mohammed 4' | Report |          |

| UAE | 0–2    | Uzbekistan                |
| --- | ------ | ------------------------- |
|     | Report | Salomov 37' · Tojiyev 49' |

| Hàn Quốc                                 | 3–1    | UAE            |
| ---------------------------------------- | ------ | -------------- |
| Lee Keun-Ho 33', 49' · Kim Chang-Soo 82' | Report | Al-Junaibi 72' |

| Uzbekistan                                   | 3–0    | Yemen |
| -------------------------------------------- | ------ | ----- |
| Ibrahimov 56' · Haydarov 64' · Umirzakov 81' | Report |       |

## Cầu thủ ghi bàn
Đã có 187 bàn thắng ghi được trong 71 trận đấu, trung bình 2.63 bàn thắng mỗi trận đấu.
8 bàn thắng
- Hamad Al-Enezi

5 bàn thắng
- Sōta Hirayama

4 bàn thắng
- Ismaeel Hasan
- Han Dong-Won
- Bader Al-Motawaa
- An Chol-Hyok
- Adel Mohd

3 bàn thắng
- Abdulla Baba Fatadi
- Jaycee Okwunwanne
- Karrar Jassim
- Yousef Al-Salem
- Majdi Siddiq
- Majed Al Haj
- Mohannad Ibrahim
- Nguyễn Vũ Phong

2 bàn thắng
- David Williams
- Kristian Sarkies
- Mark Bridge
- Abdulla Al-Dakeel
- Faouzi Mubarak Aaish
- Yip Chi Ho
- Vahid Amraei
- Alaa Abdul-Zahra
- Keisuke Honda
- Tadanari Lee
- Lee Keun-Ho
- Tarek El Ali
- Hassan Zaher
- Ali Afif
- Magid Mohamed Hassan
- Waleed Jassem
- Yusef Ahmed Ali
- Jufain Al-Bishi
- Mohammad Al-Sahlawi
- Teeratep Winothai
- Lê Công Vinh

1 bàn thắng
- Aaron Downes
- Dario Vidošić
- James Troisi
- Nicholas Ward
- Nikolai Topor-Stanley
- Abbas Ayyad
- Adbulla Omar
- Mahmood Al Ajmi
- Rocus Lamare
- Tarif Saikh
- Achmad Jufriyanto
- Ahmad Bustomi
- Boaz Solossa
- Jajang Mulyana
- Tony Sucipto
- Adel Kolahkaj
- Hossein Kaebi
- Mehrdad Oladi
- Shahram Goudarzi
- Ali Rehema
- Haidar Aboodi
- Mustafa Karim
- Samer Saeed
- Ahmad Abdel-Halim
- Issa Al-Sabah
- Akihiro Ienaga
- Chikashi Masuda
- Hiroki Bandai
- Koki Mizuno
- Shuto Suzuki
- Yōhei Kajiyama
- Yuto Nagatomo
- Baek Ji-Hoon
- Kim Chang-Soo
- Lee Sung-Hyun
- Yang Dong-Hyun
- Al-Ghwainim
- Abdullah Al-Marzouq
- Fahad Shaheen
- Akram Moghrabi
- Hamzeh Salameh
- Hassan Maatouk
- Hussein Amine
- Abd Hamid
- Hadi Zainal
- Muhymeen Zambri
- Sooryapparad Subramaniam
- Ahmed Al Mahaijri
- Ahmed Al Mukhaini
- Al Abdul Salem
- Ibrahim Al-Ghailani
- Younis Al-Mahaijri
- Jong Su-Hyok
- Kim Kwang-Hyok
- Pak Nam-Chol
- Bilal Mohammed
- Maaz Adam
- Talal Al-Bloushi
- Abdelellah Al-Hawsawi
- Al-Ghanam
- Naif Hazazi
- Mahmoud Khaddoj
- Meaataz Kailouni
- Qusay Habib
- Apipoo Suntornpanavech
- Teerasil Dangda
- Adel Al-Marzooqi
- Ahmed Khamis
- Amir Mubarak
- Mohamed Al Shehhi
- Nasser Khamis
- Yaser Al-Junaibi
- Aziz Ibrahimov
- Azizbek Haydarov
- Farhod Tojiyev
- Marat Bikmaev
- Muzaffar Umirzakov
- Nodirbek Kuziboyev
- Shavkat Salomov
- Huỳnh Phúc Hiệp
- Nguyễn Minh Chuyên
- Phan Thanh Bình
- Yasir Mohammed
- Zaher Farid

1 bàn phản lưới nhà
- Hasan Al-Berri (trong trận gặp Pakistan)
- Zaher Farid (trong trận gặp UAE)